# Стровија
Стровија (мкд. Стровија) је насеље у Северној Македонији, у средишњем делу државе. Стровија припада општини Долнени.

## Географија
Насеље Стровија је смештено у средишњем делу Северне Македоније. Од најближег већег града, Прилепа, насеље је удаљено 35 km северозападно.
Рељеф: Стровија се налази у крајње северном делу Пелагоније, највеће висоравни Северне Македоније. Село је суштински најсеверније у целој Пелагонији. Западно од насеља издиже се планина Јакупица, у делу у коме се налази један од њених виших врхова - Даутица, а источно планина Бабуна. Надморска висина насеља је приближно 780 метара.
Клима у насељу је планинска због знатне надморске висине.

## Историја
У току Првог светског рата, за време бугарске окупације, село је масовно страдало заједно са свим осталим српским селима северног дела Прилепског поља. Бугари су опколили село са свих страна и изводили из кућа све што се ту затекло. Затим су поједине домаћине уценили новцем, опљачкали све што су могли, а затим све жене силовали и потом побили. У селу је у том једном нападу убијено 120 становника. Зверства су затим наставили у суседним српским селима: Долгаец, где је убијено 250 људи, претходно избеглих из Богомиле, која су од Бугара избегла у села Прилепског поља и све их на месту побили. Мучења су наставили клањем самих мештана села Долгаец уз претходно силовање жена. Сви ухваћени мештани, старци, жене и деца, јер су мушкарци са српском војском већ одступали према Албанији, су поклани. Долгаечког попа Трајка, старца од 70 година су живог ухватилии питали га: „Да ли је Србин или Бугарин”? А када је стари поп на сва питања одговорио да је Србин као што су му и сви парохијани и сељаци његовог села, Бугари су наложили ватру и везаног прво посули петролејом, а затим га бацили у ватру. Због тога су они сељаци из горњег поља који су успели да побегну у Прилеп, у то време већински пробугарски настројен, молили угледне прилепске прваке, да се ако се икако може заустави покољ и да се о том питању алармира бугарски официр рођени Прилепчанин, генерал Тошев. Молбе угледних грађана Прилепа, Бугараша, уродиле су плодом и генерал Тошев је издао наредбу о прекиду клања цивила по српским селима у горњем пољу, Азоту и Поречу. Покољ се завршио у селу Костинци у коме су бугарски зликовци заклали 25 мештана, а у току ових убијања је стигла наредба генерала Тошева да се са клањима престане, па је остатак сељана Костинаца успео да се спасе. Ових неколико српских села горњег Прилепског поља: Зрзе, Долгаец, Маргари, Стровија, Гостиражни, итд заједно са масом српских избеглица из Богомиле и велешког Азота, који су пострадали у Долгаецу, за дужи временски период нису успели да поврате стару бројност, јер су нека изгубила и више од 50% укупног становништва.

## Становништво
По попису становништва из 2021. године, Стровија је имала 24 становника.
Већинска вероисповест у насељу је православље.
| Национални састав према попису из 2021.‍ | Национални састав према попису из 2021.‍ | Национални састав према попису из 2021.‍ | Национални састав према попису из 2021.‍ | Национални састав према попису из 2021.‍ |
| --------------------------------------- | --------------------------------------- | --------------------------------------- | --------------------------------------- | --------------------------------------- |
|                                         |                                         |                                         |                                         |                                         |
| Македонци                               | Македонци                               |                                         | 18                                      | 75%                                     |
| Срби                                    | Срби                                    |                                         | 6                                       | 25%                                     |